# Crisia eburnea
Crisia eburnea är en mossdjursart som först beskrevs av Carl von Linné den yngre 1758.  Crisia eburnea ingår i släktet Crisia och familjen Crisiidae. Arten är reproducerande i Sverige. Utöver nominatformen finns också underarten C. e. harmelini.